# Ragià
Ragià (dal francese raja; in hindī राजा, rājā) è un titolo onorifico indiano originariamente attribuito ai re di uno Stato autonomo e successivamente esteso ai grandi dignitari. Il suo corrispondente femminile è Rani. Nell'India moderna indica un principe di uno Stato minore ma privo di sovranità e autonomia.

## Descrizione
Un ragià (in sanscrito rājan-, come pure in pāli) è un sovrano o un governante principesco della casta kshatriya (o del lignaggio Rajput); può anche indicare un viceré. A volte si usano anche i termini rajasa (Majapahit), raha (arcaico) e ratu (Indonesia e Kalimantan, alternativo a raja in Sambas). 
Il titolo ha una lunga storia nel subcontinente indiano e nel sud-est asiatico, essendo attestato già nel Rigveda.

Il concetto di raja nella letteratura e storiografia classica indiana spesso non è paragonabile a quello europeo di re, ma piuttosto a quello di governatore aristocratico, di capoclan o capo di una confederazione o di una repubblica oligarchica. Ad esempio, lo Schumann riferisce che il ragià di Kapilavatthu nel V secolo a.C. era 
(Schumann, op. cit., pag. 28)
La parola sanscrita  rājan-  in un sistema n, con nominativo  rājā , è affine al latino rēx, al celto-gallico rīx ecc. (originariamente denotava capi tribali o capi di piccole città-stato) e in fin dei conti è un nomen actionis che deriva dalla radice linguistica indoeuropea  *h₃reǵ- , che significa "raddrizzare, ordinare, governare" (in latino regere).
Le più comuni parlate hindi usate per indicare il medesimo rango sociale in parti dell'India includono rana, rao, raol, rawal e rawat. La forma femminile, "regina", spesso usata per la moglie di un rāja, è rani (talvolta trascritta per agevolare gli anglofoni "ranee"), dal sanscrito  rājñī  (paragonare al latino regīna o all'antico irlandese rígain ). Un titolo composto di raja è maharaja.
Rāja è una titolatura affermata nella cultura hindu e usata da alcuni governanti buddhisti e sikh, mentre i musulmani del sub-continente indiano hanno preferito il termine nawab (da cui il termine italiano nababbo) o sultano. Il termine rāja è ancora comunemente usato in India. 
Tuttavia, anche in Pakistan rāja è ancora in uso fra molti clan Rajput, come titolo trasmesso ereditariamente da chi lo porta. 
Rāja è impiegato altresì come nome proprio da Hindu e Sikh.
Rāja è anche usato come nome per cani nei villaggi.

## Nepal
- Il rāja di Kaski

Un rāja è il capo prescelto di una tribù.

## Rājanel mondo malese
Il governante di Perlis (uno stato costituzionale peninsulare della Malaysia federale, la maggioranza dei cui colleghi sono sultani, e che è uno degli elettori che designano uno di costoro re ogni cinque anni) ha attualmente il titolo di rāja di Perlis.
- I raja bianchi di Sarawak nel Borneo furono James Brooke e la sua discendenza dinastica. In origine Sir Brooke era stato nominato viceré dal sultano del Borneo, titolo poi elevato a raja con l'indipendenza del reame. Anche se in seguito Sarawak si estese fino a inglobare molti domini del vecchio sultanato, costituendo un piccolo impero, i suoi dominatori continuarono a chiamarsi raja (anche dopo il protettorato inglese del 1888 che ne cancellò l’autonomia).
- Il sultanato dei Brunei conferiva il titolo di raja ai quattro principali governatori (Wazir) e al primo ministro, sempre parenti del sultano. Famosi furono Pangeran Indera Mahkota e Pangeran Muda Hashim, parenti di Omar Ali Saifuddin II, che chiamò James Brooke per sedare una rivolta e riconquistare i Brunei. Brooke divenne egli stesso raja e gli fu concesso il Sarawak come regno indipendente. Notare che il prefisso "pengiran" o "pangeran", ovvero "principe", era concesso ai soli raja. Un titolo simile ma di minor importanza, quello di “datu”, era conferito ai nobili più importanti nel governo di una regione (ad esempio i tre “datus” di Sarawak).
- Il sultanato di Aceh conferiva il titolo di raja ai re / viceré / governatori delle varie regioni, ad esempio Raja Jarom re di Sumatra. Simile in questo caso era il titolo di “datu”, traducibile con “sovrano”.
- Il sultanato di Sambas conferiva il titolo di raja ai governatori della famiglia reale e al sultano. Lo stesso sovrano del regno di Sambas godeva di un titolo simile, “ratu” (al femminile “Rata”), cioè “signore”. Il primo fu Saboa Tangan o Timbang Paseban, discendente dell'ultimo governatore coloniale, nel 1609.
- Il sultanato di Johor conferiva al sovrano il titolo di "Raja Riau Yamtuan Muda".
- Vari stati principeschi tradizionali in Indonesia ancora chiamano rāja il loro governante o lo hanno fatto fino alla loro abolizione, dopo la quale il titolo è diventato fittizio, ad es. a Buleleng, nell'isola di Bali.

Nelle Filippine, il rāja è chiamato anche raha.

## Composti e titoli derivati
Un numero considerevole di modelli di principato usa per i suoi governanti, le loro famiglie e/o i loro nobili cortigiani il titolo/radice linguistica di rāja:
- Rao Rāja, una giustapposizione di due titoli equivalenti, è stato usato per i governanti di Bundi finché a costoro fu riconosciuto il titolo sovrano di Maharao Raja.
- Rāja Bahadur è un tipico composto mughal, come aggettivo di bahadur, "valoroso".